# Versinus
La funció vers el sinus, anomenada també el versinus o la fletxa, (en llatí, sinus versus o sagitta :fletxa), és una funció trigonomètrica versin(θ) (de vegades encara més abreviada per "vers") que es defineix amb l'equació:
{\displaystyle {\textrm {versin}}(\theta )=1-\cos(\theta )=2\sin ^{2}\left({\frac {\theta }{2}}\right)\,}
Hi ha també tres funcions relacionades: 
- el covers sinus (el vers sinus de l'angle complementari π/2 − θ, o coversin):

{\displaystyle {\textrm {coversin}}(\theta )={\textrm {versin}}\left({\frac {\pi }{2}}-\theta \right)=1-\sin(\theta )\,}
- el semi vers sinus o semiversin (semi = meitat del versinus):

{\displaystyle {\textrm {semiversin}}(\theta )={\frac {{\textrm {versin}}(\theta )}{2}}=\sin ^{2}\left({\frac {\theta }{2}}\right)}
- el semicovers sinus (semi = meitat del covers sinus, anomenat també el semicoversinus, el cosemiversinus, i el semivercosinus):

{\displaystyle {\textrm {semicoversin}}(\theta )={\textrm {semiversin}}\left({\frac {\pi }{2}}-\theta \right)={\frac {{\textrm {coversin}}(\theta )}{2}}}
Una altra funció similar és l'exsecant (sec θ − 1).

## Història i aplicacions
Històricament, el vers sinus va ser considerada una de les funcions trigonomètriques més importants, però ha perdut popularitat en els temps moderns degut a la disponibilitat dels ordinadors i les calculadores científiques. Quan θ tendeix a zero, versin(θ) és la diferència entre dues quantitat gairebé iguals, així, si es va servir una taula trigonomètrica on només hi ha el cosinus cal que tingui molta exactitud per a poder trobar el versinus, això fa convenient la creació de taules separades pel versinus. (Fins i tot amb un ordinador, els errors d'arrodoniment fan aconsellable fer servir la fórmula del sin² per a valors petits de θ.) Un altre avantatge històrica del versinus és que no és mai negatiu, així, el seu logaritme està definit a tot arreu tret d'un únic angle (θ = 0, 2π…) on és zero—per tant, es poden fer servir taules de logaritmes per calcular les multiplicacions en les fórmules que impliquin versinus.
El semiversinus, en particular, va ser important en navegació perquè apareix en la fórmula del Haversine, que es fa servir per a calcular distàncies amb exactitud quan es donen les posicions angulars en una esfera (per exemple la longitud i la latitud). (També es podria fer servir directament sin²(θ/2), però si es té una taula de semiversinus, s'elimina la necessitat de calcular quadrats i arrels quadrades.) 
De fet, la taula trigonomètrica més antiga que es conserva, entre els segles iv i v Siddhantas de l'Índia, era una taula que només tenia valors del sinus i del versinus (en increments de 3.75° des de 0 fins a 90°). Això no és gens sorprenent donat que el versinus surt com un pas intermedi per a calcular el sinus de l'angle meitat segons la fórmula sin²(θ/2) = versin(θ)/2, que va demostrar Ptolemeu i que és la que es va fer servir per a calcular aquestes taules.

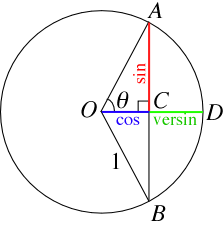
Sinus, cosinus, i versinus de θ basant-se en la circumferència goniomètrica

El significat de la paraula esdevé clar si s'observen les funcions en el seu context original de definició, la circumferència goniomètrica, que es mostra a la dreta. La corda vertical AB de la circumferència goniomètrica, el sinus de l'angle θ (la meitat de l'angle que veu la corda) és la distància AC (la meitat de la corda). Per altra banda, el vers el sinus de θ és la distància CD des del centre de l'arc al centre de la corda (de l'arc vers el sinus) o, cosa que és el mateix, com en deia en Fibonacci en llatí, sinus versus arcus.
Aquesta figura també il·lustra el motiu pel qual del versinus de vegades també se'n diu fletxa. El versinus "CD" és clarament la fletxa entre la corda i l'arc.
La forma d'ona d'un període (0 < θ < π/2) de la funció versinus o, més habitualment, de la funció semiversinus, es fa servir habitualment en processament del senyal i en teoria de control com la forma d'un pols o una finestra d'observació, degut a la seva suavitat (continuïtat tant en el seu valor com en la seva pendent) "es connecta" des de zero fins a u (pel cas del semiversinus) i torna a zero.
En aquestes aplicacions, encara se li dona un altre nom: filtre del cosinus realçat.

## "Versinus" de corbes i cordes arbitràries
El terme versinus també es fa servir de vegades per a descriure la desviació d'una corba plana qualsevol respecte de la recta, del qual, el cercle anterior és un cas especial. Donada una corda entre dos punts d'una corba, la longitud des d'un punt de la corda (normalment el punt mitjà) fins al punt on la perpendicular a la corda (per aquest primer punt), talla la corba, diu la mesura del versinus. Per una línia recta, el versinus de qualsevol corda és zero, així aquesta mesura caracteritza la rectitud de la corba. En el límit quan la longitud de la corda L tendeix a zero, el quocient 8v/L² tendeix a la curvatura instantània de la corba.
Aquesta utilització és especialment habitual en ferrocarril, on serveix per a descriure la mesura de la rectitud de la via fèrria (Nair, 1972).